# ジャンボトロン

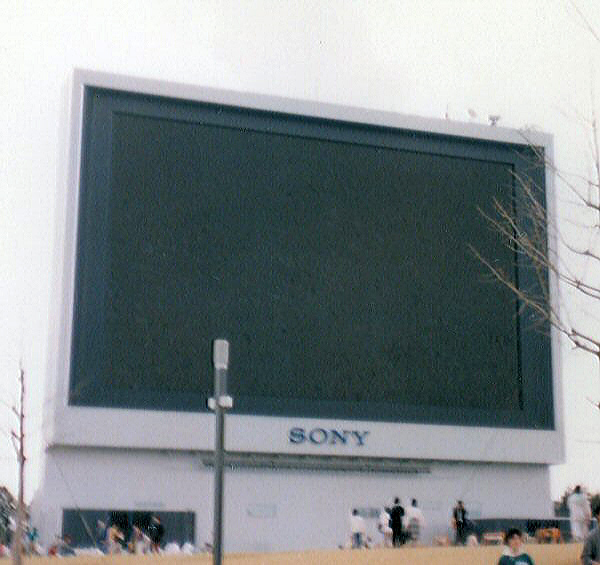
つくば科学万博のジャンボトロン

ジャンボトロン（JumboTron）はソニーによって開発・製造された大型映像表示装置のブランド名である。

## 概要
屋外設置を目的として開発された、大型のフルカラーディスプレイである。
表示素子に赤・緑・青3色の発光素子を1つに組み込んだ蛍光表示管（VFD）を採用したのが、大きな特徴である。
1985年の国際科学技術博覧会（つくば科学万博）への出展のため、開発が行われた。万博のパビリオンであるため、屋外への設置・フルカラーでの表示、晴天の昼間でも十分な明るさで観賞できることが求められた。
既に大型映像表示装置の発光素子として、小型3原色の単色ブラウン管を用いたものや、LED方式を用いたものは存在していた。
しかし屋外設置を目的とした装置に、3原色の単色ブラウン管方式を採用すると、十分な輝度を得ることが困難であった。LED方式を採用する場合、当時は3原色のうち青を表示させることができず、フルカラーを実現することが不可能であった。
よって、輝度に優れた蛍光表示管技術を用いた新開発の発光素子を採用したのが、ジャンボトロンの大きな特徴である。
新開発の発光素子では、1つの蛍光表示管（VFD）内に赤・緑・青3原色の3ドット表示が可能で、「トリニライト」と命名されている。
国際科学技術博覧会（つくば科学万博）に出展されたジャンボトロンでは、最大輝度が1500ft-Lと家庭用ブラウン管の30倍の明るさを達成し、屋外でも鮮明な画像を表示することが可能となった。

## 沿革
1985年に開催された国際科学技術博覧会（つくば科学万博）のパビリオンにて、『世界一大きなテレビ』として出展。"Largest television"として当時のギネス世界記録に認定された。
当初は万博出展が目的の開発であったが、後に野球場などの大型映像装置として市販されることとなる。
「ジャンボトロン」という名称は、当時のソニーのテレビブランドであり、映像表示技術でもあった「トリニトロン」のテレビをそのまま巨大化した「ジャンボ版」の意を込めて命名された。英語圏ではjumbotronが、大型ディスプレイを指す一般名詞のように用いられることがある。

## パビリオンとしての「SONY ジャンボトロン」
1985年のつくば科学万博で25m×40m、2000インチのテレビを模したパビリオンとして登場。当時ソニー宣伝部長の黒木靖夫がプロデュースを担当。万博会場での目玉となった。
期間中は会場風景をはじめミュージシャン、タレントなどによるコンサートなどを映し、またMSXを接続した『ロードランナー』ゲーム大会も開催された。本体内部にはスタジオやエレベーターを設置。事前に公式発表はされていなかったものの、偏光膜が覆ってあり3D映像も映せるようになっていた。万博閉会後は海外移設のプランがあったが費用の問題で実現せず、やむなく取り壊された。
万博に設置されたジャンボトロンの仕様は以下の通り。
- 画面の大きさ：縦25m×横40m（縦横比 3:5）
- 総絵素数：151,200個（151,200トリオ）
- 水平方向絵素数：400RGBトリオ
- 垂直方向絵素数：378ライン
- 発光・発色表現：RGB3原色高輝度蛍光方式（トリニライト使用）
- 最大許容輝度出力：1500ft-Lピーク
- 映像表現回路方式：8ビット（256階調） デジタルPWM駆動
- 総合消費電力：約800kWh（平均値）
- 構造物外形寸法：42m（H）×48m（W）×12m（D）ステージを含むと20m（D）
- 適視距離：50〜500m

## 採用例
その後、ジャンボトロンは大型映像表示装置として西武ライオンズ球場（1995年にスーパーカラービジョンに更新）や平和台野球場（1992年に取り外し）で採用された。
しかし、青・緑のLED技術の進歩により、大型映像表示装置の主流はLEDとなり、ソニーもLED方式を採用した大型映像表示装置に「ジャンボトロン」の名称を継承したが、ソニー本体は2001年をもって大型映像表示分野から撤退している。
ソニーグループとしては、子会社のソニービジネスソリューションが大型映像送出ソリューションを京セラドーム大阪・ベスト電器スタジアムに導入しているが、いずれも大型映像表示装置自体は他社製のものである。また、福岡PayPayドーム、正田醤油スタジアム群馬、横浜スタジアム、デンカビッグスワンスタジアムなどにも大型映像装置を導入しているが、こちらはソニー製である。
ジャンボトロンは2015年現在、競艇場などで稼動しているものが確認できる。

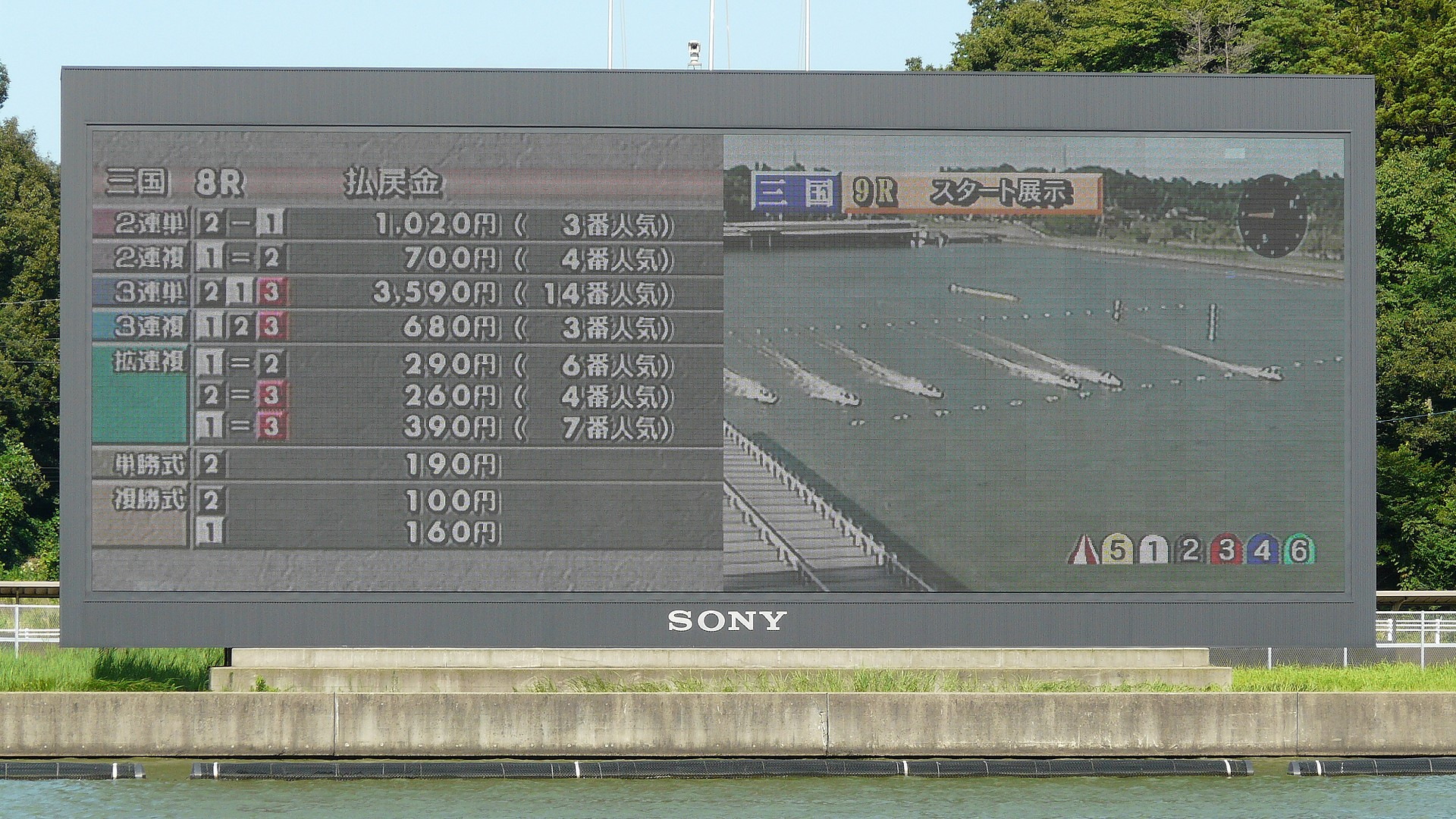
三国競艇場のジャンボトロン
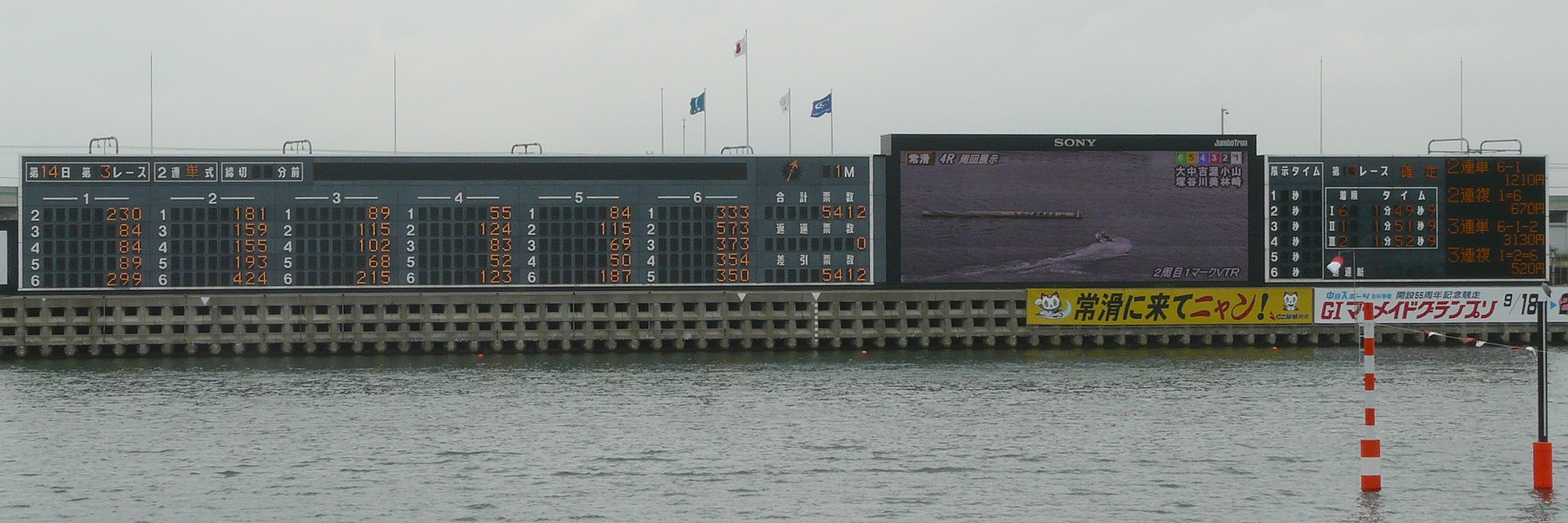
常滑競艇場のジャンボトロン

## 他社の類似商品
- アストロビジョン（パナソニック）
- オーロラビジョン（三菱電機）
- スーパーカラービジョン（東芝ライテック）
- スーパーフロンテックビジョン（富士通フロンテック）
- スーパービジョンライザ（赤見電機）
- ゴジラビジョン（ダクトロニクス）